# Zoë Belkin
Zoë Belkin (ur. 3 maja 1993 w Toronto) – kanadyjska aktorka występująca w programie Najnowsze wydanie stworzonego przez Brenta Piaskoskiego i wyprodukowanego przez Decode Entertainment.
Wciela się w postać Rebeki Harper, dziennikarki.

## Wybrana filmografia
- 2014: Siostry (Perfect Sisters) jako Ashley